# Trolltjärnen (Lycksele socken, Lappland, 714548-165163)
Trolltjärnen är en sjö i Lycksele kommun i Lappland och ingår i Umeälvens huvudavrinningsområde.